# POLR2H
POLR2H (англ. RNA polymerase II subunit H) – білок, який кодується однойменним геном, розташованим у людей на короткому плечі 3-ї хромосоми.  Довжина поліпептидного ланцюга білка становить 150 амінокислот, а молекулярна маса — 17 143.
| 10         |  | 20         |  | 30         |  | 40         |  | 50         |
| ---------- |  | ---------- |  | ---------- |  | ---------- |  | ---------- |
| MAGILFEDIF |  | DVKDIDPEGK |  | KFDRVSRLHC |  | ESESFKMDLI |  | LDVNIQIYPV |
| DLGDKFRLVI |  | ASTLYEDGTL |  | DDGEYNPTDD |  | RPSRADQFEY |  | VMYGKVYRIE |
| GDETSTEAAT |  | RLSAYVSYGG |  | LLMRLQGDAN |  | NLHGFEVDSR |  | VYLLMKKLAF |
|            |  |            |  |            |  |            |  |            |

A: Аланін

C: Цистеїн

D: Аспарагінова кислота

E: Глутамінова кислота

F: Фенілаланін

G: Гліцин

H: Гістидин

I: Ізолейцин

K: Лізин

L: Лейцин

M: Метіонін

N: Аспарагін

P: Пролін

Q: Глутамін

R: Аргінін

S: Серин

T: Треонін

V: Валін

Задіяний у таких біологічних процесах як транскрипція, ацетиляція, альтернативний сплайсинг. 
Білок має сайт для зв'язування з ДНК. 
Локалізований у ядрі.